# インベントリ
インベントリあるいはインベントリー（英語: Inventory）とは、英語で、商品や財産などの目録、あるいは商品や財産の目録を作成する在庫調査や棚卸を意味する語である。全在庫品のこと。ここから発展して、いくつかの分野で専門的な術語として、限定的に用いられる。
以下では、情報機器などについてと、生物学における用法に関して解説する。

## 情報機器などのインベントリ
本来は企業などで使用されている資産について一般に指す語だが、情報機器に関するそれだけを特に指してなぜか、「インベントリ情報」なる語が使われている。情報工学用語だと思う者もいるようである。例えば、PC本体の機種、そこに搭載されているCPU、メモリー、ハードディスクなどの部品、印刷機（プリンター）、ネットワーク機器などに関する情報である。企業で使用される情報機器の数が増加するにつれて、それらの管理が大きな負担になってきており、その解決を目的として「Microsoft Systems Management Server」のような、インベントリ情報を集中管理するための製品も発売されているともされるが、機器を管理することが重要なのであり、その結果として「資産」としても管理されるに過ぎない。

## 生物学におけるインベントリ
生態学、特に群集生態学や保全生態学の分野で、インベントリ、あるいはインベントリーは、ある地域に生息する生物の総種数の目録、あるいは目録を製作するための調査プロジェクトを指す。当初は、一地域に生息する狩猟対象となる哺乳類や鳥類といった資源生物の総個体数の目録、目録作成のための調査に対してこの語が用いられたが、地域生態系の保全や種の保存に関する社会的要請が高まるとともに、地域生態系を構成する全生物種の種目録調査に意味が拡大した。
こうした一地域の種目録を作成するためのインベントリを行うためには、狭い専門分類群に関して深い専門知識を持ち、種の同定に最終的に責任を持つ分類学者（タクソノミスト）だけではなく、幅広い分類群に対して粗同定を行う浅く広い専門知識を持った専門家の必要性が高まってきた。こうした専門家をパラタクソノミストと呼ぶ。